# Rubino di Cantavenna
Rubino di Cantavenna DOC ist ein italienischer Rotwein aus der Provinz Alessandria, Piemont. Der Wein besitzt seit 1970 eine „kontrollierte Herkunftsbezeichnung“ (Denominazione di origine controllata – DOC), die zuletzt am 7. März 2014 aktualisiert wurde.
Der Rubino di Cantevenna ist einer der besseren Rotweine des Monferrato Casalese und wurde von dem Önologen Giovanni Dalmasso kreiert.

## Anbau
Das Anbaugebiet der Trauben, die zur Erzeugung der kontrollierten Herkunftsbezeichnung „Rubino di Cantavenna“ zugelassen sind, umfasst das gesamte Gebiet der Gemeinden von Gabiano, zudem jeweils einen Teil von Cantavenna, Moncestino und Villamiroglio sowie die Gebiete der ehemaligen Gemeinde von Castel San Pietro Monferrato, die jetzt in das Gebiet der Gemeinde Camino eingegliedert sind.

## Erzeugung
Für die Erzeugung des Weins sind folgende Rebsorten vorgeschrieben:
- Barbera 75–90 %
- Grignolino und/oder Freisa (einzeln oder gemeinsam) höchstens 25 %

## Beschreibung
Laut Denomination (Auszug):
- Farbe: klares rubinrot mit granatroten Reflexen
- Geruch: weinig mit einem leichten angenehmen und charakteristischen Duft
- Geschmack: trocken, harmonisch und voll
- Alkoholgehalt: mindestens 11,5 Vol.-%
- Säuregehalt: mind. 6,0 g/l
- Trockenextrakt: mind. 23,0 g/l